# ورم رطب كيسي

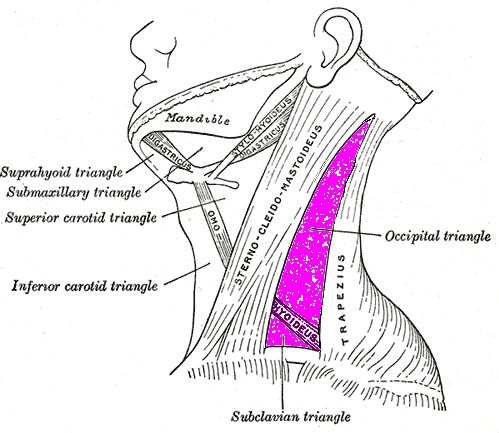
يوجد الورم الرطب الكيسي في المثلث الخلفي للرقبة (الملوّن)

ورم رطب كيسي هو عيب خلقي في الأوعية اللمفاوية عبارة عن كيسة متعددة المساكن قد تنشأ في أي مكان، خاصةً المثلث الخلفي الأيسر في الرقبة، وفي الإبط، وهي الصورة الأكثر شيوعاً للورم الوعائي اللمفي، يتكون من أكياس تحتوي على الليمف، والأكياس تكون كبيرة في العمق ويصغر حجمها كلما اقتربت من السطح، وهو ورم حميد لكنه مشوه للمظهر، ويظهر عادةً في الأطفال ونادراً ما يصيب البالغين.
قد يكون مصحوباً بورم وعائي لمفي قفوي، أو استسقاء جنيني، و متلازمة تيرنر أو متلازمة نونان، والورم الرطب الكيسي الذي يتكون في المرحلة الثالثة من الحمل، بعد الأسبوع الثلاثين أو بعد الولادة لا تكون مصحوبةً عادة باضطرابات صبغية.
وتوجد صورة مميتة له وهي متلازمة كوشوك وانر كورتز، والتي تتكون من الورم الرطب الكيسي والوذمة اللمفية وحلق مشقوق.

## الأعراض والعلامات
تظهر ككتلة في الرقبة عند الولادة أو فيما بعد عند إصابة الطفل بعدوى الجهاز التنفسي العلوي، وقد يزداد حجمها لدرجة كبيرة لتؤثر على التنفس والبلع، وتظهر ككيسة كبيرة مملوءة بالسائل، وقد تظهر في مناطق أخرى كالذراع والصدر والأرجل والمؤخرة وأصل الفخذ (مغبن).
وقد تظهر كتلة أخرى في الفم والرقبة والخد واللسان، وعادة ما يظهر الورم الرطب الكيسي في المصابين بمتلازمة ترنر.

## التشخيص
يتم تشخيصها عن طريق التصوير بالموجات فوق الصوتية قبل الولادة.

## العلاج
إذا تم تشخيص الجنين قبل الولادة بالورم الرطب الكيسي، يجب أن تتم الولادة في مركز طبي مهيأ للتعامل مع المضاعفات إن حدثت كوحدة العناية المركزة لحديثي الولادة، وإذا كان الورم كبيراً تتم الولادة القيصرية.
وبعد الولادة تتم متابعة الطفل المصاب خوفاً من حدوث انسداد لمجرى التنفس، وقد يتم استخدام إبرة ذات سن رفيع لسحب جزء من السائل وتقليل حجم الورم لتحسين المظهر ومنع انسداد القناة التنفسية، وقد تتم الاستعانة بجراح أطفال، لكن تظل هناك احتمالية لرجوعه بعد إزالته جراحياً، تعتمد على امتداد الورم وإذا ما تم استئصاله كلياً أم لا.
وقد يتم استخدام عوامل تصليب للورم، كالتالي:
- بليوميسين.
- دوكسيسايكلين.
- إيثانول (نقي).
- بيسيبانيل [الإنجليزية].
- صوديوم تيتراديسايل سلفات [الإنجليزية].

## صور

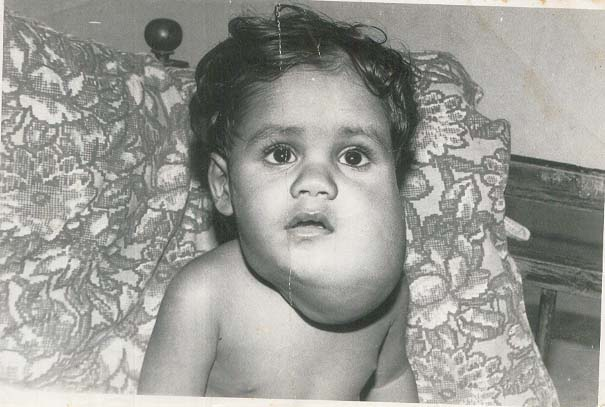
الطفل المصاب (في الصورة أعلى الصفحة) بعد إجراء الجراحة الأولى
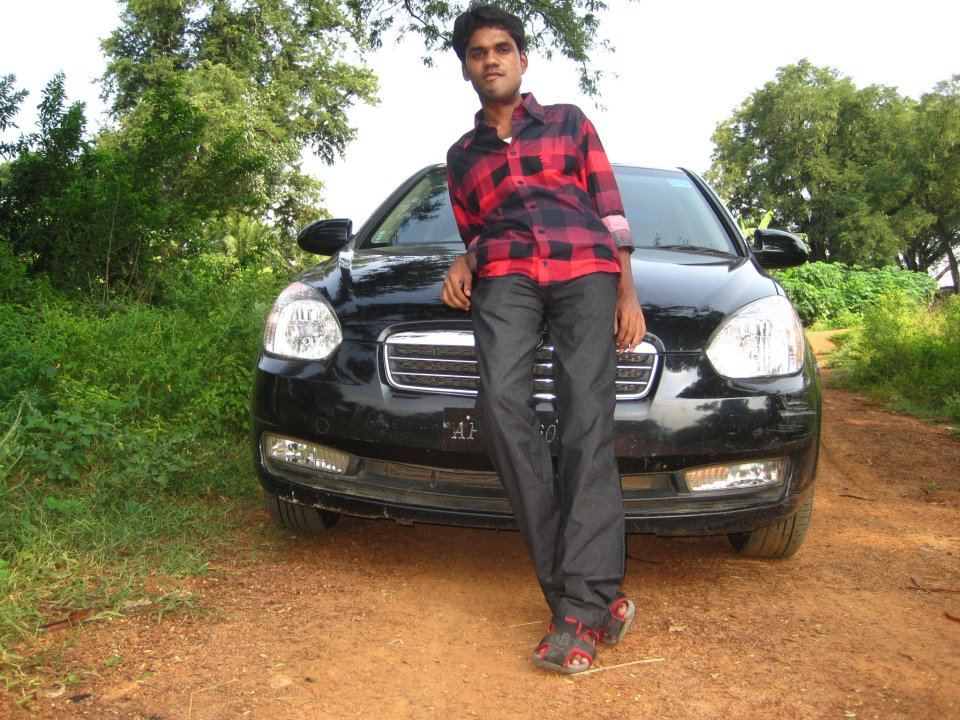
نفس الطفل بعد أربع جراحات

## الورم الرطب الكيسي بالموجات فوق الصوتية أثناء الحمل

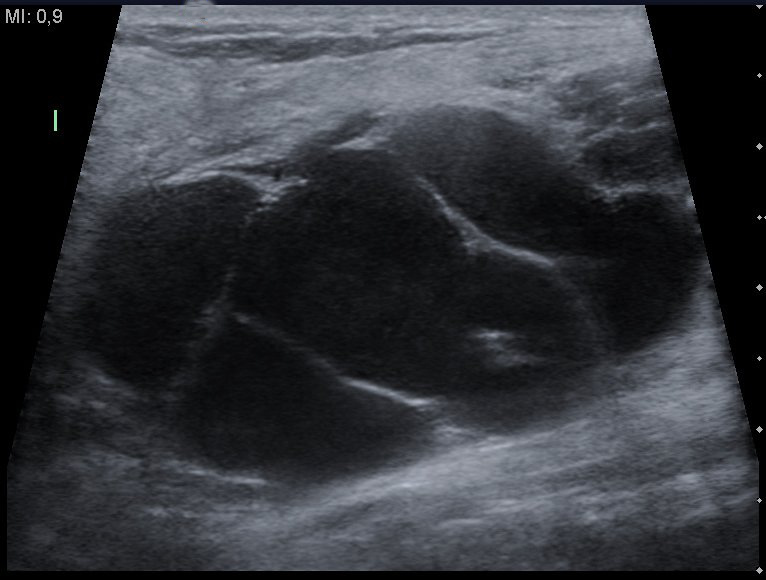
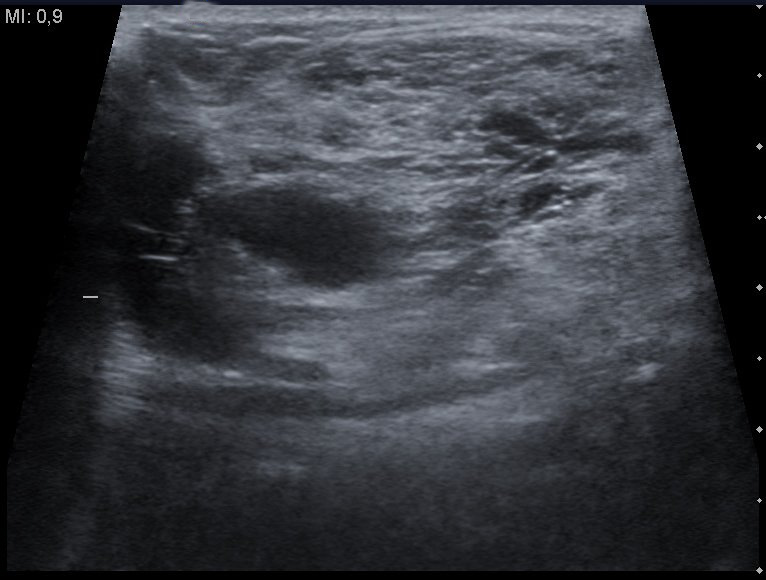
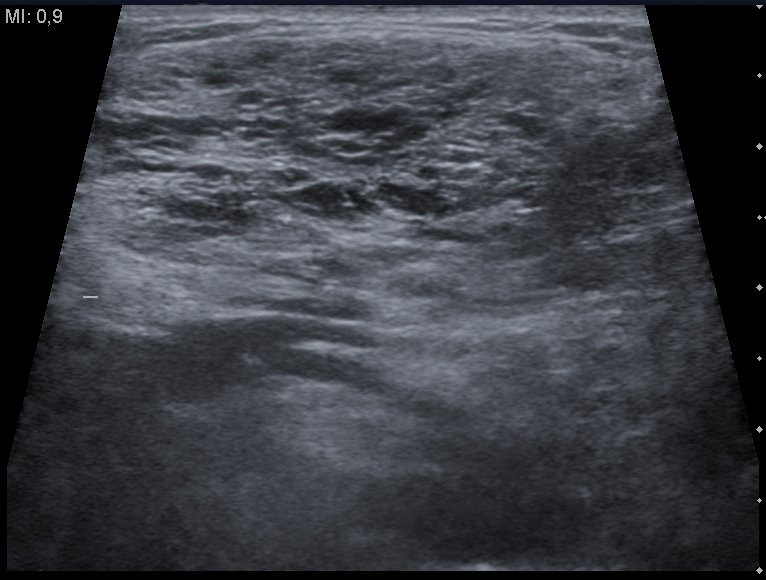
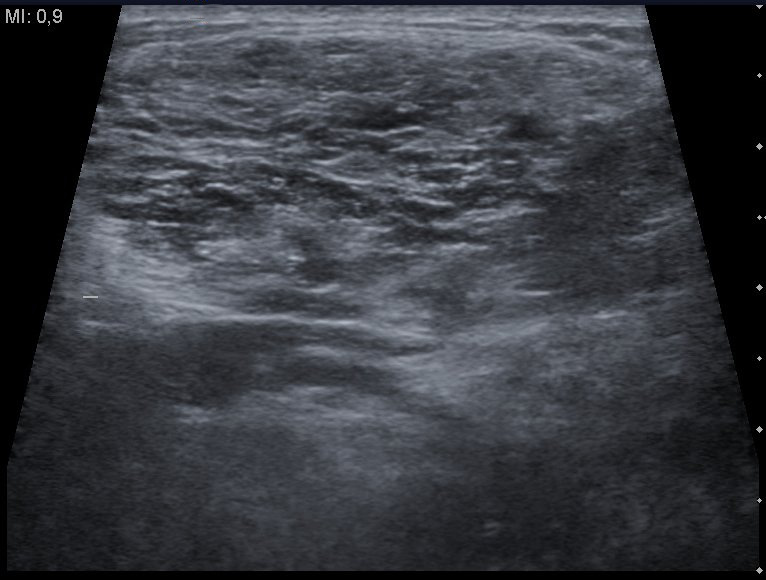
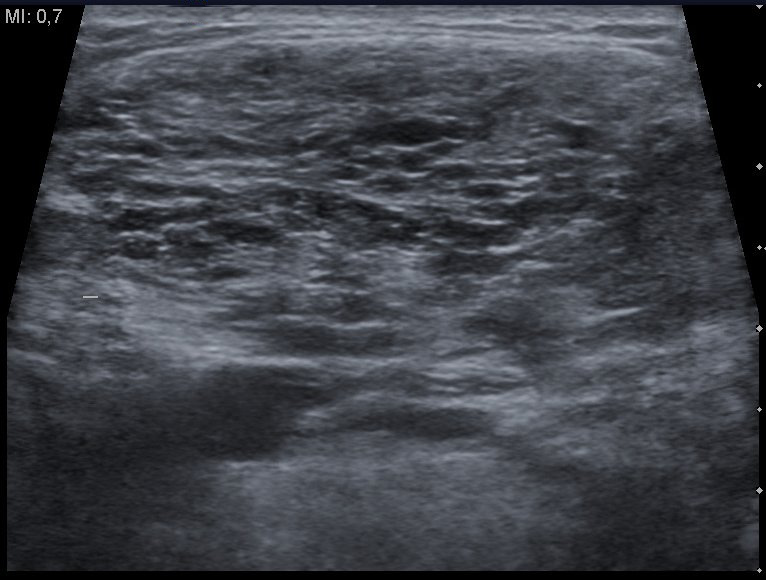
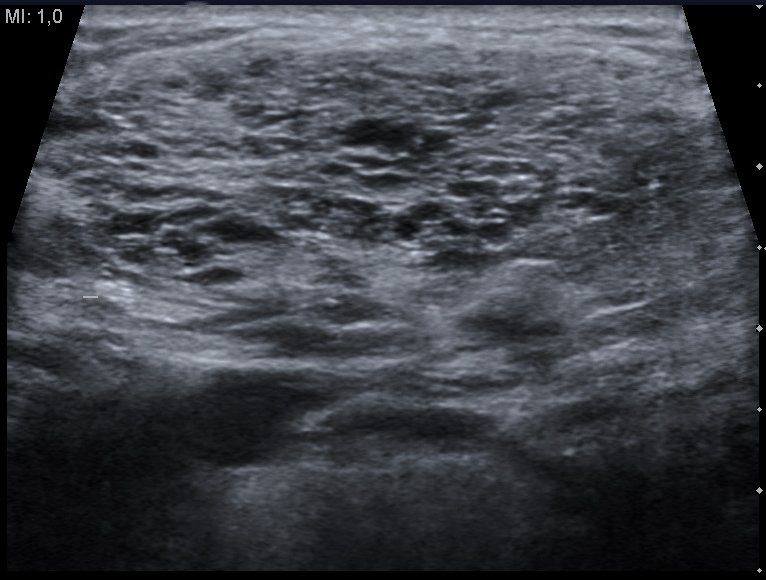
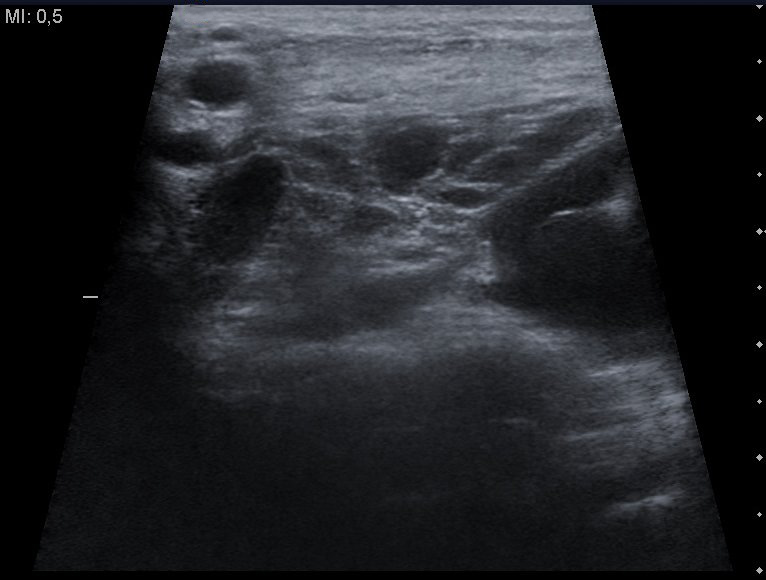
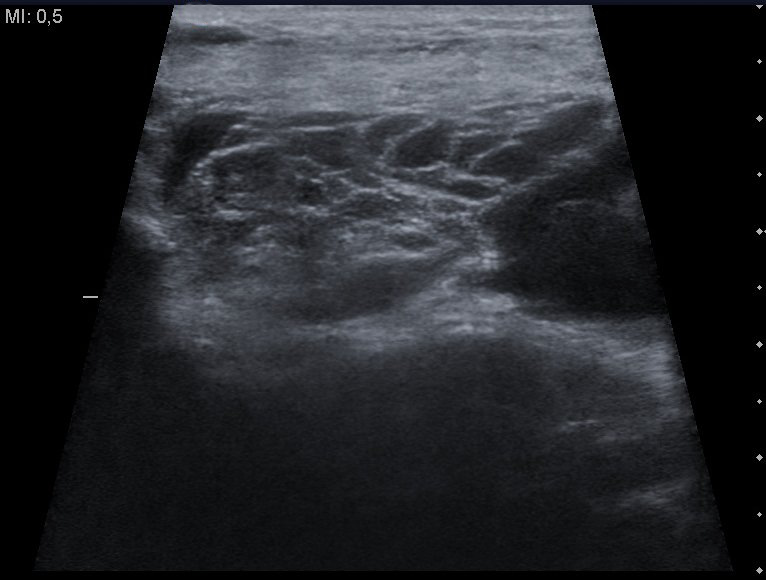
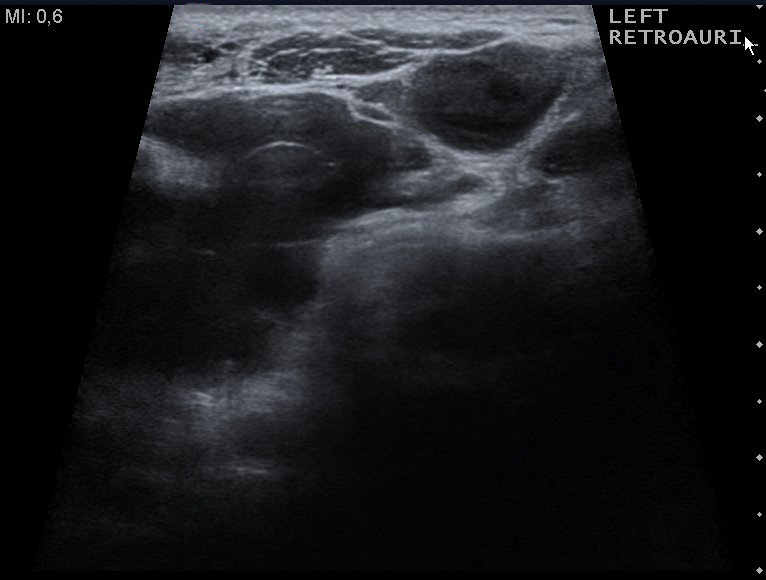
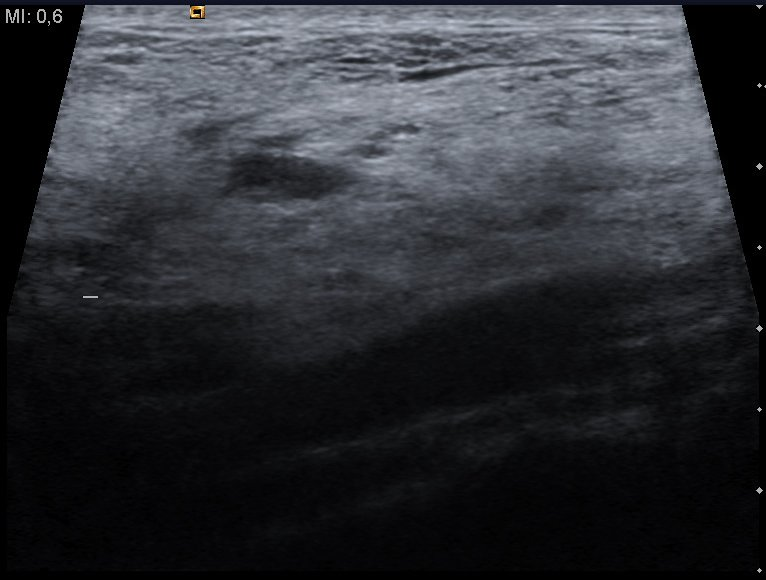
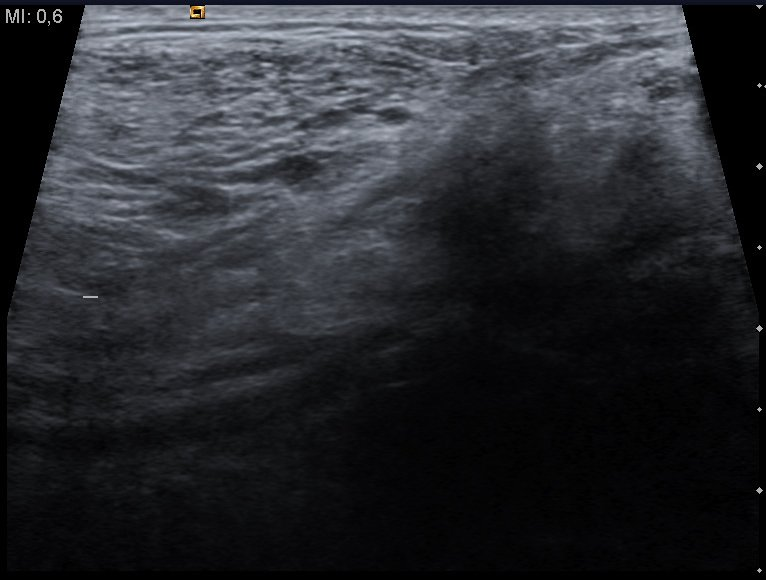
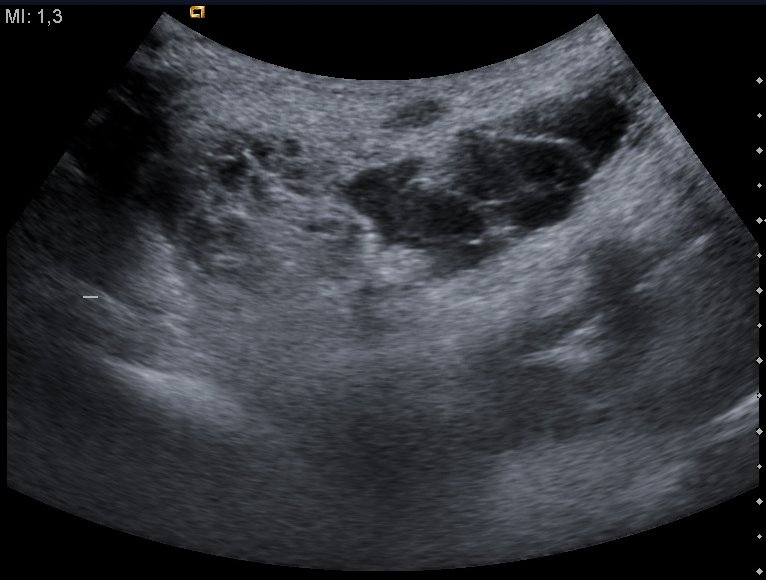
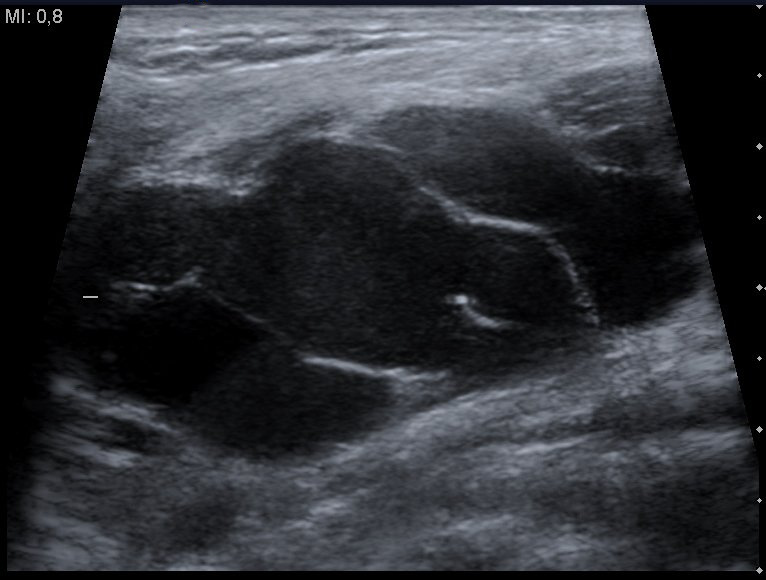
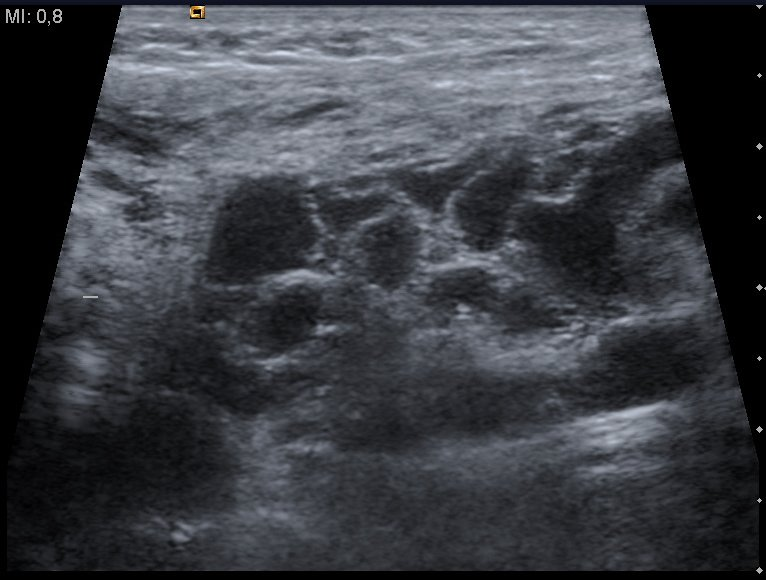
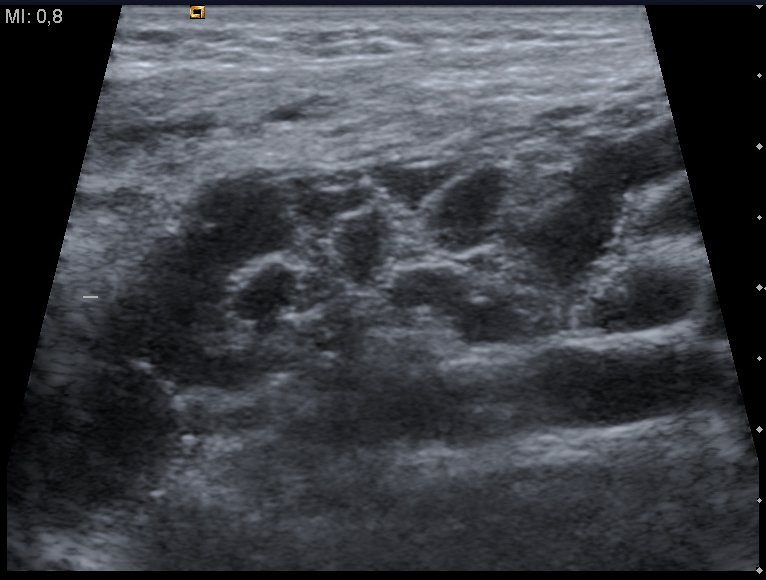
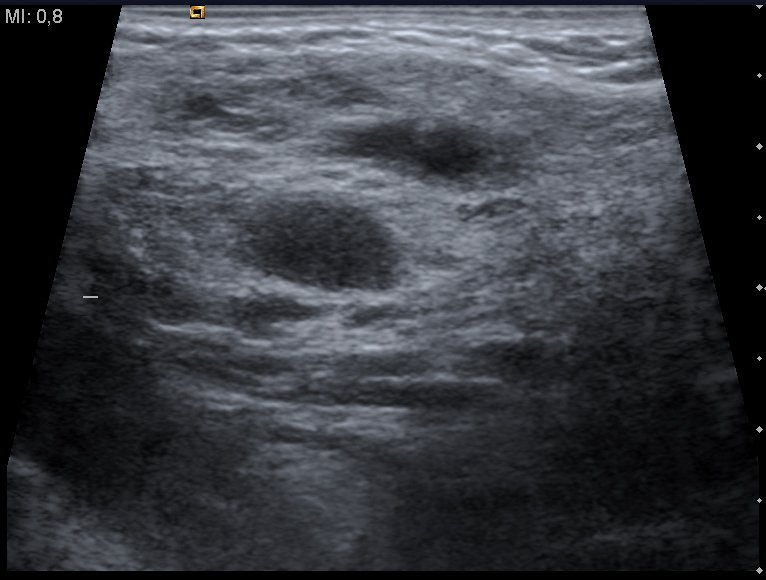
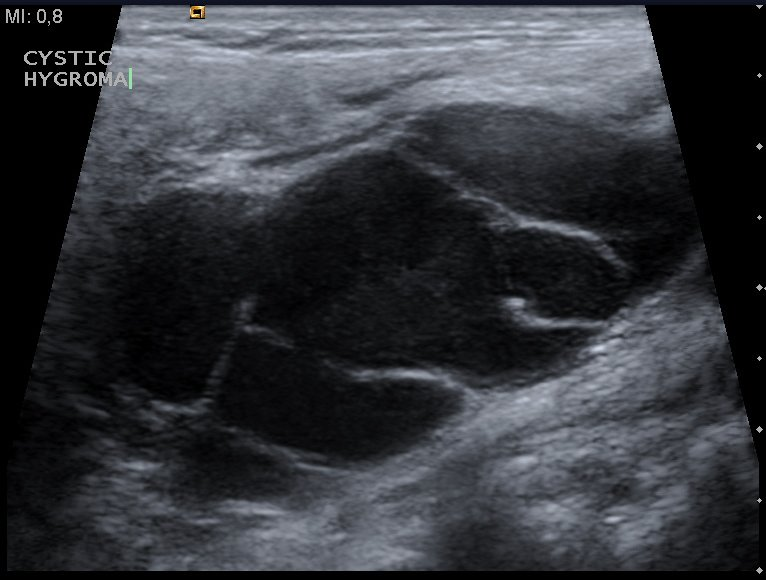